# Едуард фон дер Шуленбург-Емден
Едуард Ернст Фридрих Карл фон дер Шуленбург-Емден (на немски: Eduard Ernst Friedrich Karl Graf von der Schulenburg; * 9 януари 1792, Емден/Алтенхаузен, Анхалт; † 18 май 1871, Франценсбад (Франтишкови-Лазне), Бохемия/Чехия) е граф от клон „Бялата линия“ на род „фон дер Шуленбург“ и пруски политик в „Пруския Херенхауз“.

## Биография
Той е вторият син на пруския политик граф Филип Ернст Александер фон дер Шуленбург-Емден (1762 – 1820) и съпругата му Каролина Ернестина Фридерика фон Алвенслебен (1766 – 1856), дъщеря на Гебхард XXVIII фон Алвенслебен (1734 – 1801) и Йохана Каролина фон Алвенслебен (1746 – 1787). Внук е на хановерския генерал-майор граф Александер Якоб фон дер Шуленбург (1710 – 1775) и фрайин Еренгард Мария София фон дер Шуленбург (1737 – 1786). По-голям брат е на Херман (1794 – 1860), пруски генерал-лейтенант.
В края на 15 век графовете фон дер Шуленбург-Алтенхаузен получават рицарското имение Емден, което остава тяхна собственост до национализацията през септември 1945 г.
Едуард фон дер Шуленбург следва от 1809 до 1813 г. в Гьотинген, където има дуел със Софус Шмидт (1792 – 1841). След това влиза в пруската армия и участва в двата похода срещу Франция през 1813/1814 г. Той остава почти 20 години в армията и напуска през 1832 г. с ранг „ритмайстер“ и става майор на резервата.
От 1822 г. Едуард се грижи за наследените имоти. Той е член на „Провинциалното народно събрание на провинция Саксония“ и от 1854 г. до смъртта си в „Пруския Херенхауз“ като представител на Херцогство Магдебург.
Умира на 79 години на 18 май 1871 г. във Франценсбад, Бохемия.

## Фамилия
Едуард фон дер Шуленбург се жени на 9 януари 1830 г. във Франкфурт на Майн за фрайин Аделхайд фон дер Рек (* 3 октомври 1807, Берлин; † 27 март 1891, Емден), дъщеря на фрайхер Карл фон дер Рек (1773 – 1851) и Луиза фон Ингерслебен (1784 – 1849). Те имат децата:
- Едуард Александер Карл фон дер Шуленбург (* 28 ноември 1830; † 24 януари 1905, Берлин), кралски пруски съветник в управлението, неженен
- Ернст Едуард фон дер Шуленбург (* 29 ноември 1832, Емден; † 2 септември 1905, Емден), женен на 31 октомври 1867 г. в Барут за графиня Анна Амалия Ида фон Золмс-Барут (* 20 юни 1841, Барут; † 8 април 1903, Емден)
- Аделхайд фон дер Шуленбург-Емден (* 13 февруари 1834, Емден; † 7 юли 1870, Волфсбург), омъжена на 5 юни 1856 г. в Емден за далечния братовчед политика граф Гюнтер Ернст Гебхард Карл фон дер Шуленбург-Волфсбург (* 18 декември 1819, Брауншвайг; † 21 февруари 1895, Волфсбург)
- Маргарета Аделхайд фон дер Шуленбург-Емден (* 24 май 1839, Емден; † 26 май 1906, Волфсбург), омъжена на 9 май 1873 г. в Потсдам за граф Гюнтер фон дер Шуленбург (1819 – 1895), вдовецът на сестра ѝ.